# UA1 (experiência)
A UA1 e a UA2, experiências de física de alta energia decorram entre 1981 e 1993 no SPS do CERN. A descoberta dos bosões W e Z nesta experiência valeram o prémio Nobel e  a Carlo Rubbia e a Simon van der Meer em 1984.

O nome UA provém de Underground Area numa intersecção do acelerador SPS que foi transformado nesse ponto para a experiência. 

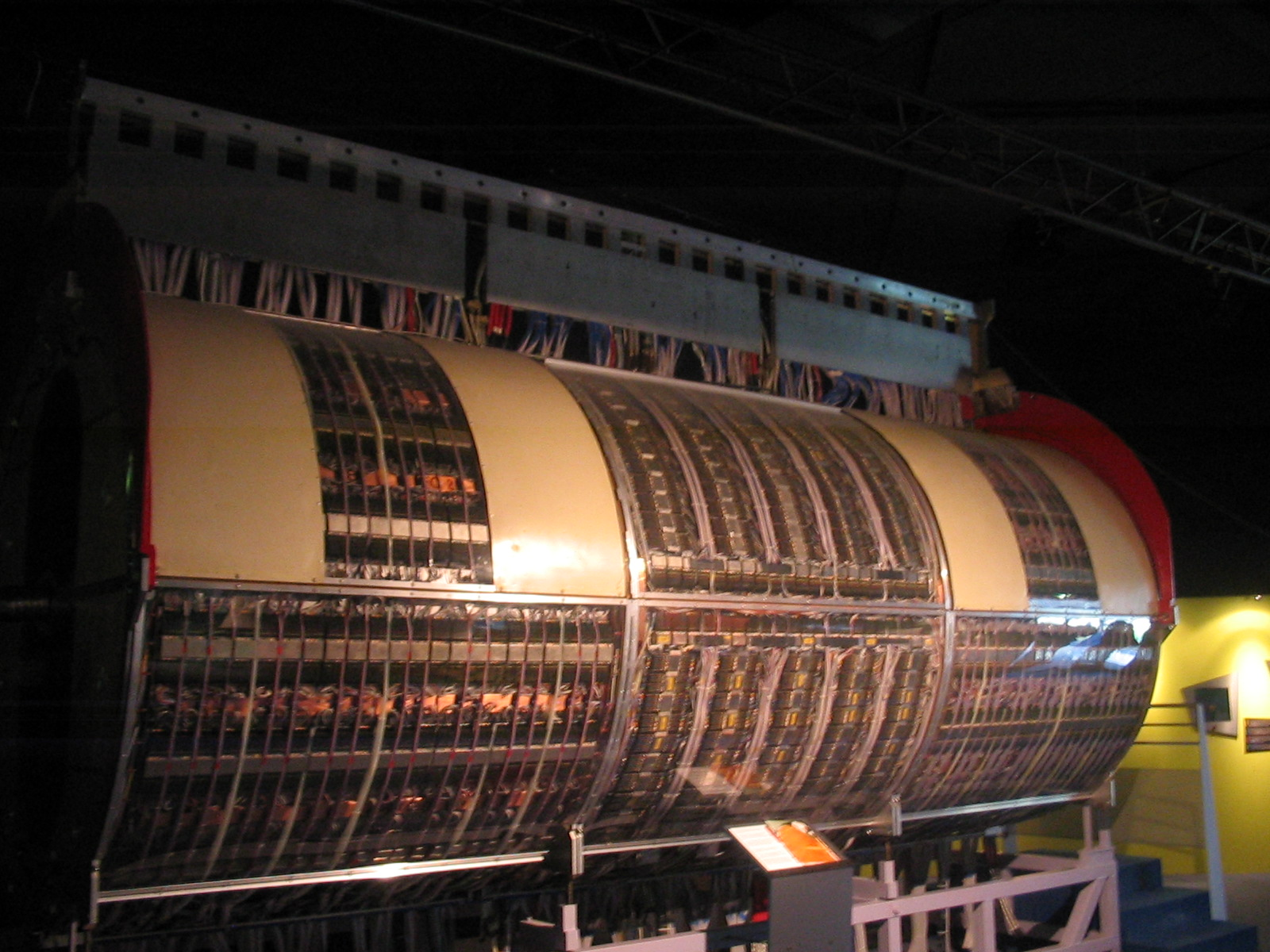
Secção central da UA1

O detector central da U1 era crucial para compreender a topologia complexa das interações protão-antiprotão. Teve um papel muito importante na identificação de uma série de bosões W e Z entre biliões de colisões  mesmo se no início tivesse sido desenhado como um detector não específico. Era formado por seis câmaras cilíndricas para formar um conjunto de 8,8 m por 2,3 m de diâmetro, a maior câmara de câmara de fios da época.
Os átomos eram detectados na mistura argão-metano que enchia a câmara e eram ionizados pela passagem das partículas carregadas. O arranjo geométrico dos 17 000 fios que compunham a câmara permitia uma formidável mostra em 3-D na reconstrução física dos acontecimentos produzidos.